# George Porter
George Porter, Baron Porter of Luddenham, född 6 december 1920 i Stainforth, South Yorkshire, död 31 augusti 2002 i Canterbury, Kent, var en brittisk fotokemist. 
År 1967 erhöll Porter Nobelpriset i kemi tillsammans med Ronald George Wreyford Norrish och Manfred Eigen.

## Biografi
Porter fick ett stipendium för att studera vid University of Leeds, där han erhöll en kandidatexamen i kemi. Därefter tjänstgjorde han i flottan under andra världskriget. Porter fortsatte sedan sin utbildning genom att forska i Cambridge under Norrish, där han inledde det arbete som skulle leda till att båda fick Nobelpriset.
Hans utveckling av den experimentella metoden blixtfotolys, som används för att få information om kortlivade species, gjorde att han kunde visa att fria radikaler existerade. Senare använde han blixtfotolys för att studera detaljer i ljusreaktionen i fotosyntesen, särskilt med tanke på tillämpningar för en framtida vätgasekonomi, som han var en stark förespråkare för.
Porter blev Fullerian Professor of Chemistry och ledare för Royal Institution 1966. Han fick Nobelpriset i kemi 1967 tillsammans med Manfred Eigen och Ronald George Wreyford Norrish. Porter var ordförande för Royal Society 1985–1990, efter att ha varit medlem sedan 1960. Han erhöll Davymedaljen 1971, Rumfordmedaljen 1978 och Copleymedaljen 1992. Han blev Knight Bachelor 1972 och adlades som Baron Porter of Luddenham, of Luddenham in the County of Kent 1990.
Porter bidrog också till att sprida populärvetenskap. Han blev ordförande för British Association 1985 och var den första ordföranden för Committee on the Public Understanding of Science (COPUS, "Kommittén för allmänhetens förståelse av naturvetenskap"). Han höll Romanesföreläsningen "Science and the human purpose" 1978 vid University of Oxford, och 1988 höll han Dimblebyföreläsningen "Knowledge itself is power". Från 1990 till 1993 höll han Greshamföreläsningarna i astronomi. 
Porter hade hedersuppdraget som universitetskansler vid University of Leicester mellan 1984 och 1995. Universitetets kemibyggnad uppkallades efter honom 2001.